# Karel Vojáček (fotbalista)
Karel Vojáček (* 27. června 1947) je bývalý český fotbalista.

## Fotbalová kariéra
V československé lize hrál za Spartu Praha a Škodu Plzeň. Dal 7 ligových gólů.

## Ligová bilance
| Ročník                                   | Zápasy | Góly | Klub         |
| ---------------------------------------- | ------ | ---- | ------------ |
| 1. československá fotbalová liga 1968/69 | 2      | 0    | Sparta Praha |
| 1. československá fotbalová liga 1974/75 | -      | 7    | Škoda Plzeň  |
| 1. československá fotbalová liga 1975/76 | -      | 0    | Škoda Plzeň  |
| CELKEM 1. liga                           | -      | 7    |              |